# Jonathan Benz-Salomon
Jonathan Benz-Salomon (España, 17 de marzo de 2001), es un jugador español de rugby que juega como pilar en el Gloucester Rugby de la Premiership de Inglaterra. 

## Carrera
Nació en España antes de mudarse a Inglaterra a los 10 años. Empezó a jugar al rugby en el colegio, antes de unirse a la Academia Harlequins en 2013. Estudió en la Universidad de Hartpury, donde también jugó en el BUCS Super Rugby.
Debutó con los Bristol Bears en la Premiership Rugby Cup 2021-22, saliendo desde el banquillo en una victoria por 27-33 sobre los Exeter Chiefs. La temporada siguiente, el 28 de septiembre, él y su hermano,  Aristot Benz-Salomon, se convirtieron en la tercera pareja de gemelos en jugar con los Bristol Bears.